# حامول حزمي
حامول حزمي (الاسم العلمي:Cuscuta fasciculata) هو نوع من النباتات يتبع جنس الحامول من الفصيلة المحمودية.